# 空域
空域（くういき、英: airspace）は、空中の区域。目的に応じて設定される。水平的な広がりに加え、高度によっても区分される。

## 航空機の管制・安全上の設定・区分
- 管制空域（英: Controlled airspace）/非管制空域（英語版）（英: Uncontrolled airspace）
- 飛行情報区（英: Flight Information Region, FIR）
- 特定用途空域（英語版）（英: Special use airspace）
  - 飛行制限空域（英語版）（英: Restricted airspace）
  - 禁止空域（英語版）（英: Prohibited airspace）
    - 飛行禁止空域（英: No-fly zone）

  - 軍事作戦区域（英語版）（軍事作戦空域）（英: Military operations area）

## 領域管理上の設定・区分
- 領空 - 公空
- 防空識別圏